# Halicephalobus
Halicephalobus is een geslacht uit de familie Rhabditidae van de rondworm. Over de indeling van het geslacht bestaat geen consensus. Hier wordt de indeling gevolgd van de Encyclopedia of Life.
Halicephalobus mephisto is soort die in 2011 op grote diepte in de aarde in Zuid-Afrika werd ontdekt.

## Indeling
- Halicephalobus gingivalis (Stefanski, 1954) Andrássy, 1984
- Halicephalobus mephisto  Borgonie, García-Moyano, Litthauer, Bert, Bester, van Heerden, Möller, Erasmus, & Onstott, 2011
- Halicephalobus similigaster  (Andrássy, 1952)